# Poemas de Deus e do Diabo
Poemas de Deus e do Diabo é a obra de estreia de José Régio publicado em 1925.